# Onofrio Carruba
Onofrio Carruba (* 21. Dezember 1930; † 22. September 2016) war ein italienischer Linguist und Hethitologe.

## Karriere und Wirken
Nach Assistentenzeiten in unterschiedlichen Universitäten zwischen 1954 und 1964 wurde Onofrio Carruba im Jahr 1965 Professor für Anatolistik. Seit 1976 war er Professor an der Universität Pavia. Im Studienjahr 2006/2007 wurde er professore emerito.
Onofrio Carruba hat sich mit indogermanischer und altanatolischer Sprachwissenschaft, Philologie und Geschichte beschäftigt. Von 2000 bis 2006 war er Koordinator verschiedener interuniversitärer Forschungsprojekte zur Altorientalistik, an denen neben Pavia die Universitäten Florenz und Triest beteiligt waren. Internationale Zusammenarbeit erfolgte mit Gernot Wilhelm in Würzburg. Carruba leistete auch Beiträge zu den Boǧazköy-Texten.

## Preise
Von 1961 bis 1963 war er Stipendiat der Alexander von Humboldt-Stiftung bei Johannes Friedrich in Berlin und Erich Neu in Bochum. Im Jahr 1976 wurde Onofrio Carruba der Preis der „Accademia Nazionale dei Lincei“ für Sprachwissenschaft verliehen. 2006 wurde ihm die goldene Ehrenmedaille (Medaglia d’oro) der Universität Pavia verliehen.

## Mitgliedschaften
- Indogermanische Gesellschaft
- Deutsche Orient-Gesellschaft
- British Institute of Archaeology at Ankara
- Istituto per l’Oriente „C. Nallino“, Roma
- Società Italiana di Glottologia
- Sodalizio Glottologico Milanese
- Centro di Studi Camito-Semitici, Milano

## Wichtigste Schriften
- Das Beschwörungsritual für die Göttin Wisurijanza (= Studien zu den Boǧazköy-Texten. Heft 2). Harrassowitz, Wiesbaden 1966.
- Das Palaische. Texte, Grammatik, Lexikon (= Studien zu den Boǧazköy-Texten. Heft 10). Harrassowitz, Wiesbaden 1970, ISBN 3-447-01283-8.
- Beiträge zum Luwischen. In: Johann Tischler (Hrsg.): Serta indogermanica. Festschrift für Günter Neumann zum 60. Geburtstag (= Innsbrucker Beiträge zur Sprachwissenschaft. Band 40). Institut für Sprachwissenschaft der Universität, Innsbruck 1982, ISBN 3-85124-568-7, 35–51.
- Ahhija e Ahhijawa, la Grecia e l’Egeo. In: Theo P. J. van den Hout, Johan de Roos (Hrsg.): Studio historiae ardens. Ancient Near Eastern Studies Presented to Philo H. J. Houwink ten Cate on the Occasion of his 65th Birthday (= Uitgaven van het Nederlands Historisch-Archaeologisch Instituut te Istanbul. 74). Nederlands Instituut voor het Nabije Oosten u. a., Leiden 1995, ISBN 90-6258-075-0, S. 7–21, (PDF; 19,4 MB).
- Anittae res gestae (= Studia mediterranea. Band 13 = Studia mediterranea. Series Hethaea. Band 1). Italian University Press, Pavia 2003, ISBN 88-8258-021-0.